# Гнідинцівське (заказник)
Гнідинцівське — гідрологічний заказник місцевого значення в Україні. Розташований у межах Варвинської селищної громади Прилуцького району Чернігівської області, на північно-західній околиці села Гнідинці. 
Площа - 40 га. Статус присвоєно згідно з рішенням Чернігівського облвиконкому від 24.12.1979 р. № 561. 
Охороняється евтрофне осоково-очеретяне болото в заплаві річки Варвиця, де зростають очерет звичайний, осока гостра та омська, лепешняк великий, очеретянка звичайна, омег водяний, хвощ річковий, щавель прибережний. Заказник має велике значення для збереження водного режиму річки та є місцем гніздування навколоводних птахів.